# Aidan White
Aidan "Aidy" Peter White es un futbolista Inglés que juega como defensor para el Rotherham United.

## Trayectoria
White hizo su debut con el primer equipo de Leeds a la edad de 16, en un partido de la Copa de la Liga de Inglaterra contra el Crystal Palace el 26 de agosto de 2008. Su debut en liga se produjo en la victoria por 2-0 sobre el Carlisle United el 20 de septiembre de 2008 y firmó un contrato profesional con el Leeds en diciembre de ese año hasta junio de 2012.
White jugó regularmente la temporada 2009/2010, en la que el Leeds United ganó el ascenso al Football League Championship, después de terminar segundo en League One.
En toda su estadía en Leeds, llegó a disputar 75 partidos, marcando un gol.
El 18 de noviembre de 2010, White, se unió a Oldham Athletic en calidad de préstamo hasta el siguiente mes de enero, club dirigido por su excompañero de equipo en el Leeds, Paul Dickov. White anotó su primer gol en el fútbol de alto nivel en su debut para Oldham contra Dagenham & Redbridge. Renovó su préstamo al Oldham el 27 de enero de 2011 hasta el final de la temporada. White finalizó su cesión después de haber jugado 24 partidos y marcado cuatro goles.
En octubre de 2013, White se unió al Sheffield United en calidad de préstamo hasta el comienzo de enero de 2014. Después de hacer ocho apariciones con el Sheffield, White se lesionó el tobillo durante su primer partido con Oldham Athletic que lo dejó fuera por un mes.
En julio de 2014, regresa de su préstamo al Leeds United.
El 10 de junio de 2015, es fichado como agente libre por el Rotherham United.

## Selección nacional
Disputó un partido con el seleccionado sub-19 de Inglaterra, pero luego de ese paso, decidió jugar con el seleccionado irlandés sub-21. Con la selección irlandesa debutó en un partido ante la selección de Austria, Irlanda ganó ese partido por 2 goles a 1. Fue convocado dos partidos más con la selección sub-21 para jugar ante Hungría y Turquía.
El seleccionador irlandés sub-21 Noel King reconoció que White había sido la revelación de la selección durante esa temporada, White estuvo nominado como mejor jugador sub-21 por parte de la FAI. White estreno su capitanía con la selección irlandesa sub-21 con una victoria por 4-2 ante la selección de Italia.

## Clubes
| Club                        | País       | Año           |
| --------------------------- | ---------- | ------------- |
| Leeds United                | Inglaterra | 2008 - 2015   |
| Oldham Athletic (Péstamo)   | Inglaterra | 2010 - 2011   |
| Oldham Athletic (Préstamo)  | Inglaterra | 2011          |
| Sheffield United (Préstamo) | Inglaterra | 2013-2014     |
| Rotherham United            | Inglaterra | 2015-presente |